# Napivi bogoljubnih cérkvenih pisamah
Napivi bogoljubnih cérkvenih pisamah je hrvatska crkvena pjesmarica za liturgijsku glazbu. Napisana je 1803. na istoku Hrvatske. Prva orguljska partitura koju je pripremio slavonski franjevac o. Marijan Jaić. Objavljena je u Budimu 1850. godine. Za muzikologiju i povijest crkvene glazbe važna je jer većina danas popularnih božićnih napjeva (Kirie eleison, Svim na zemlji, O Betleme, Radujte se narodi, Dvorani neba...) potječu iz 19. stoljeća i prvi su put u Hrvata objavljeni u ovoj pjesmarici.